# Guspini
Guspini (Gùspini in sardo) è un comune italiano di 10 627 abitanti della provincia del Medio Campidano. Si trova nell'antica subregione storica del Monreale.

## Geografia fisica

### Territorio
Guspini è posizionato in una conca alle pendici del sistema collinare monte Santa Margherita-Su Montixeddu. Il territorio comunale è prevalentemente pianeggiante, con diverse aree collinari e presenta un'escursione altimetrica che va dai 725 m s.l.m. del monte Maiori allo sbocco sul mare tramite lo stagno di San Giovanni e la laguna di Marceddì.

## Storia

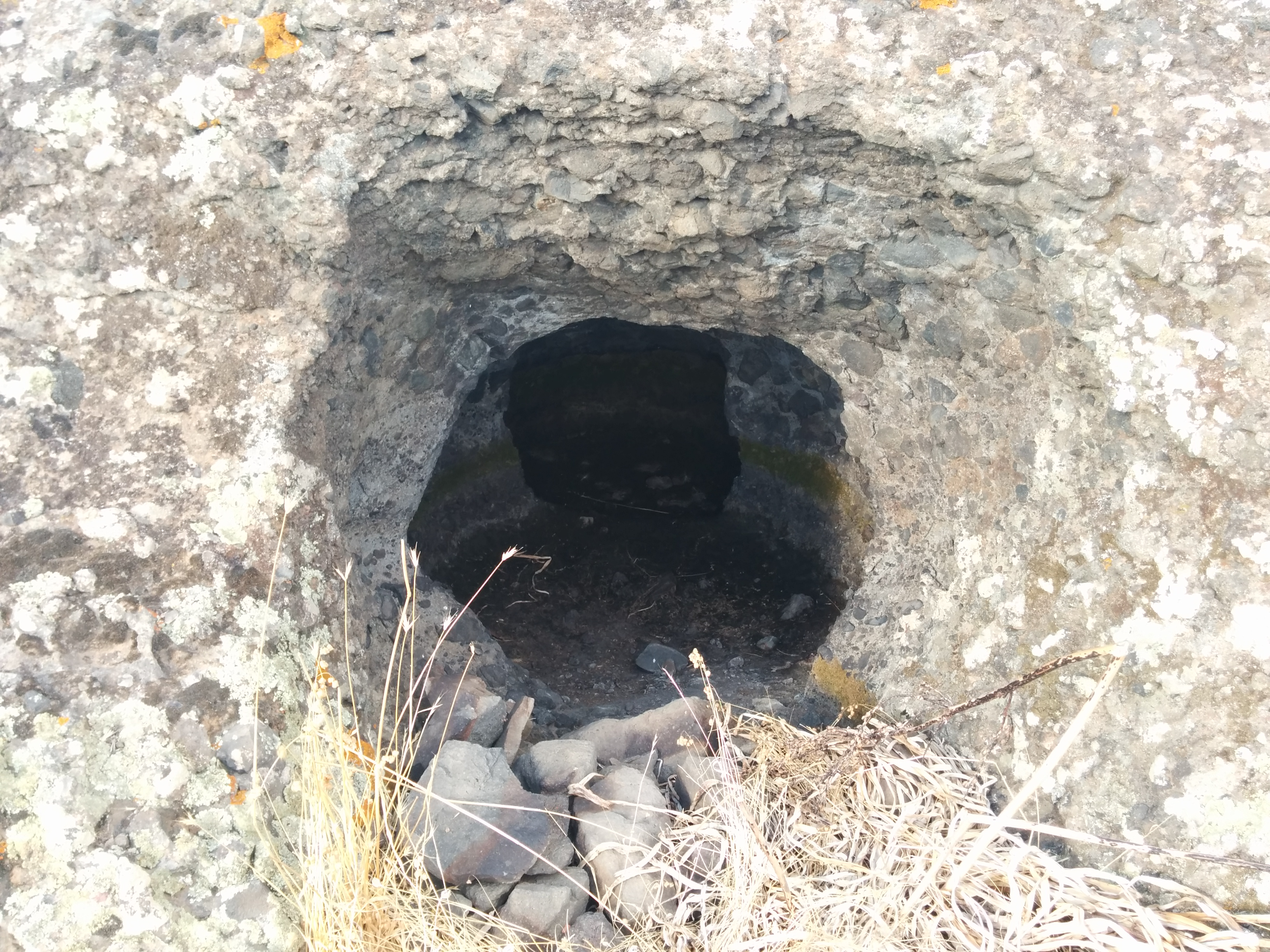
Domus de Janas di Bruncu Maddeus

Dell'insediamento umano nel territorio guspinese esistono testimonianze pre-nuragiche, nuragiche, fenicio-puniche, romane e bizantine.
Il centro abitato ha una struttura alto-medioevale, con la chiesa di Santa Maria di Malta, fondata dai cavalieri dell'omonimo ordine, come testimonianza più antica. La villa di Guspini nel medioevo fece parte del giudicato d'Arborea, nella curatoria di Bonorzuli. Non lontano, sul monte Arcuentu, i giudici possedevano un castello risalente al 1100, che fu dato dal giudice Barisone I ai genovesi nel 1164.
Alla caduta del giudicato (1420) entrò a far parte del Marchesato di Oristano, e alla definitiva sconfitta degli arborensi (1478) passò sotto la dominazione aragonese; gli aragonesi incorporarono il paese nella contea di Quirra, feudo dei Carroz, e nel 1603 nel marchesato di Quirra feudo prima dei Centelles e poi degli Osorio de la Cueva. A questi ultimi fu riscattato nel 1839 con la soppressione del sistema feudale.
Dalla metà del XIX secolo Guspini ha legato la sua storia alle miniere di Montevecchio.

### Simboli
Lo stemma e il gonfalone del comune di Guspini sono stati concessi con decreto del presidente della Repubblica del 20 dicembre 1957.
Il gonfalone è un drappo tagliato di bianco e di rosso.

## Monumenti e luoghi d'interesse

### Architetture religiose

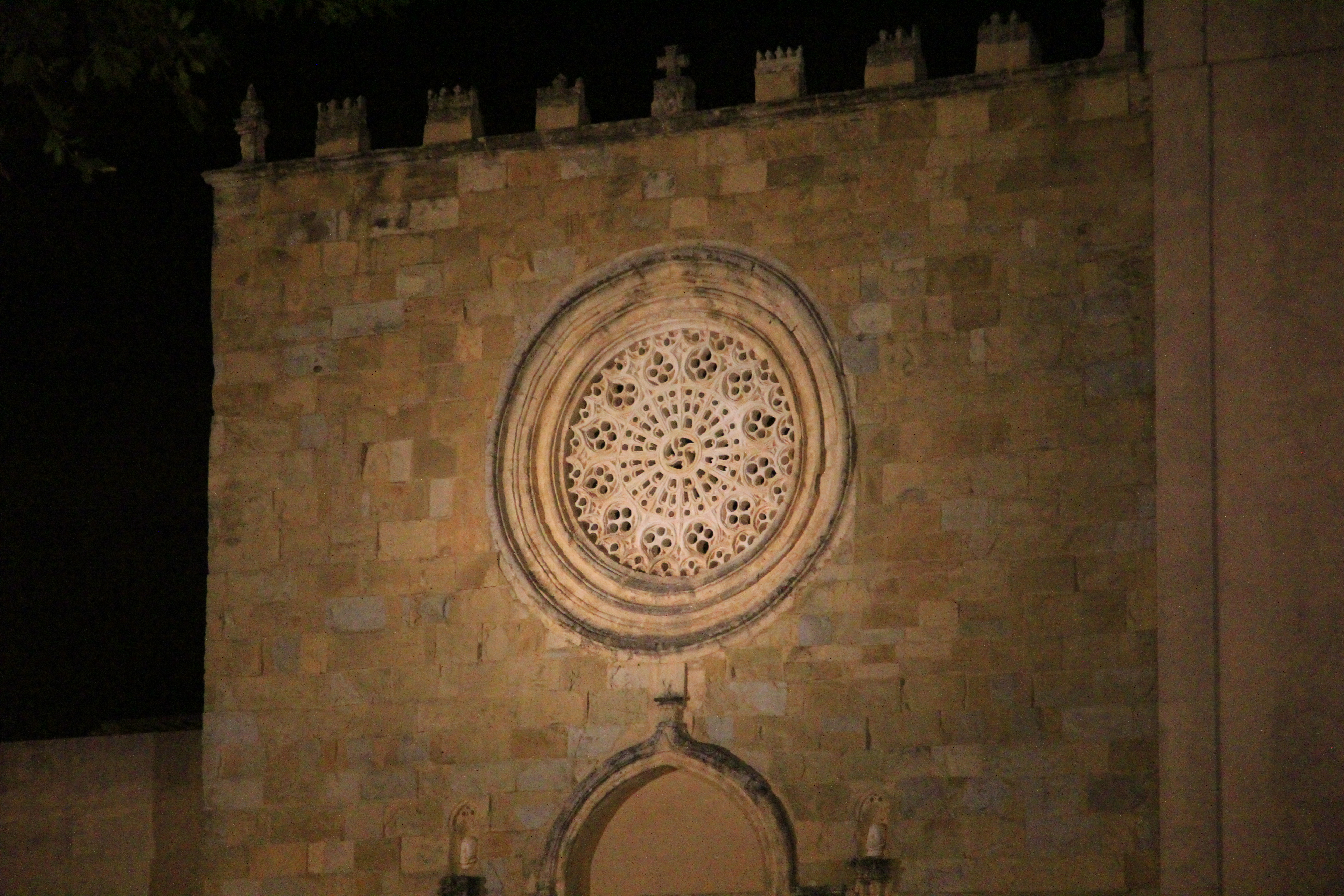
Chiesa di San Nicola di Mira, rosone

- Chiesa di San Nicola di Mira, edificata in stile tardogotico nella prima metà del Seicento. La facciata presenta un coronamento orizzontale, ed è contraddistinta da un portale riccamente scolpito e grande rosone in pietra.
- Chiesa di Santa Maria di Malta, realizzata in stile romanico a partire dal X secolo: era parte integrante di un convento di monaci di rito greco-bizantino.
- Chiesa di San Pio X, risalente al 1966
- Chiesa di San Giovanni Bosco, edificata nel 1997 presso il quartiere di Is Boinargius.

### Architetture civili
- Casa Murgia
- Montegranatico
- Municipio
- I'ex Deposito dell'acqua (in sardo Su Depositu)

### Siti archeologici

#### Siti prenuragici
Sono presenti tre menhir di cui due conosciuti come Perdas Longas situati in località Semmucu ed un terzo vicinissimo al pozzo sacro Sa Mitza de Nieddinu, presso casa Cadeddu, chiamato menhir Genna Prunas.
Nei pressi del nuraghe Bruncu e s'Orcu è presente la domus de janas di Bruncu Maddeus.

#### Siti nuragici

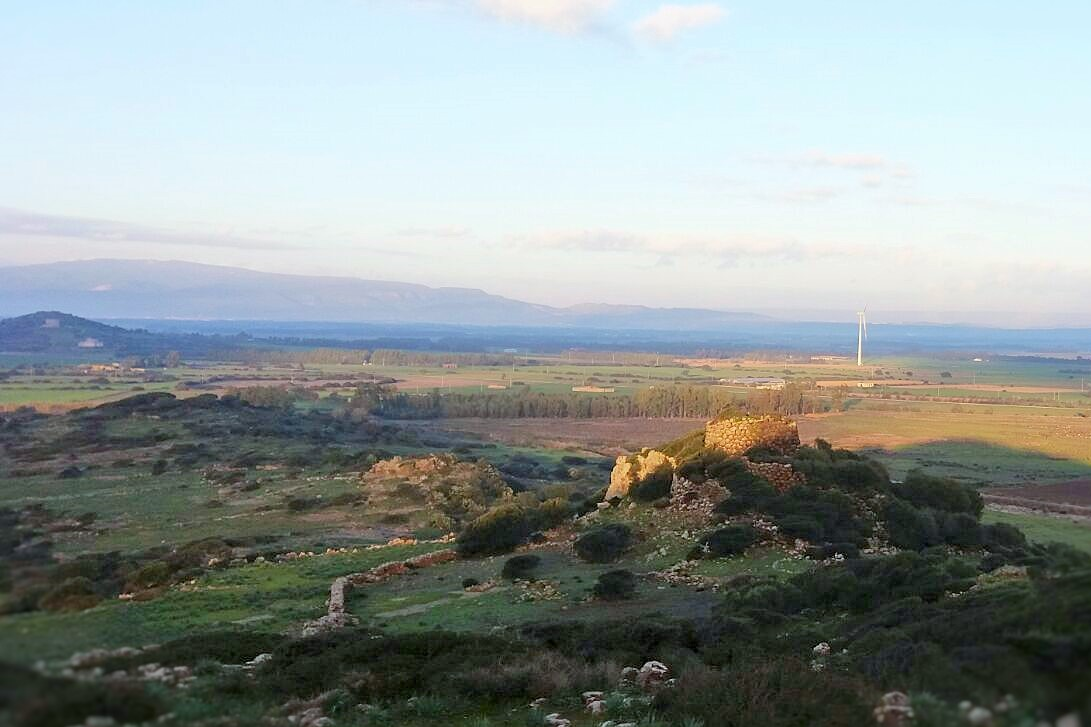
Panoramica del Nuraghe Melas con sullo sfondo il Monte Arci e poco più sotto il colle Sa Zeppara

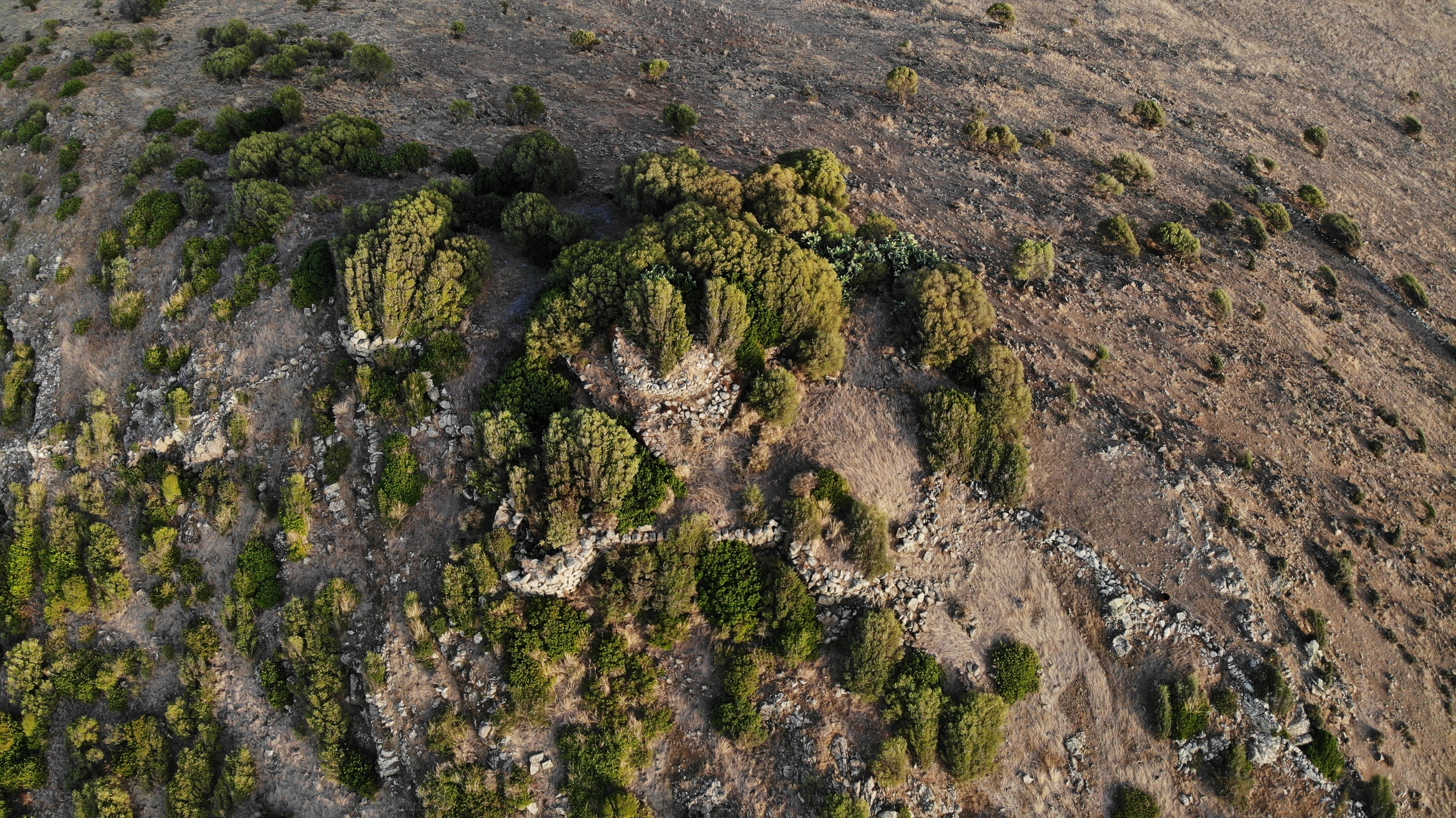
Veduta del Nuraghe polilobato Bruncu 'e S'Orcu.Il nuraghe, con cinta ettagonale, ha un bastione polilobato con apertura che guarda verso il Nuraghe Melas.

Lungo il territorio comunale sono presenti:
- più di 30 nuraghi tra i quali citiamo come nuraghi più ben conservati:
- Nuraghe Saurecci
- nuraghe Melas.

- 2 pozzi sacri: 
  - il pozzo sacro Sa Mitza de Nieddinu situato sul versante occidentale della cittadina, accanto alla statale 126. Il luogo di culto nuragico, risalente all'ultimo periodo dell'età del Bronzo (1.200-900 a.C.) è senza la copertura della tholos, la camera e la scalinata d'accesso (con nove gradini) è pressoché intatta;
  - il pozzo sacro di Is Trigas.

Altro sito archeologico di grande rilievo storico è l'area fenicio-punica-romana
- Neapolis.

### Miniere

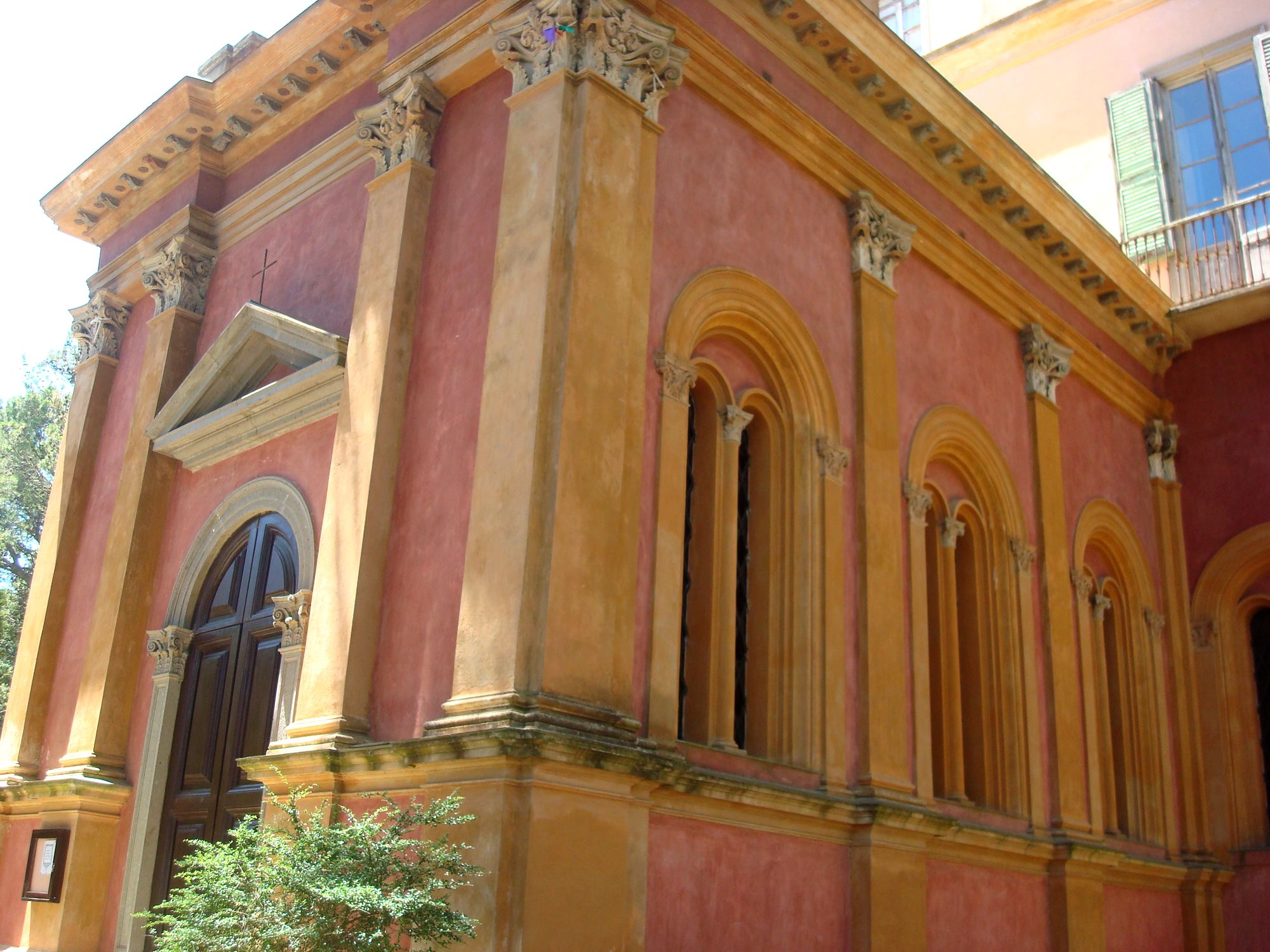
Palazzo Sanna

Nel territorio comunale di Guspini sono presenti le seguenti miniere dismesse:
- miniera Montevecchio.

Prima zona di Levante:
- miniera di Piccalinna
- miniera di Sant'Antonio
- miniera di Sciria.

Seconda zona di Ponente:
- miniera di Casargiu
- miniera di Sanna
- miniera di Telle.

### Aree e monumenti naturali
- Parco di Gentilis
- Basalti colonnari del Cuccur'e Zeppara
- Sa rocca incuaddigada (in italiano si traduce "la roccia accavallata"); è un enorme blocco di pietra posto alle pendici del monte Santa Margherita, nel massiccio del Linas, dove nascono le sorgenti d'acqua di Sa Tella e Sattai. Nel 1950 ignoti vandali hanno mutilato sa rocca facendo cadere a valle un grosso masso che sovrastava il macigno.

## Società

### Evoluzione demografica
Abitanti censiti

### Lingue e dialetti
La variante del sardo parlata a Guspini è il campidanese occidentale.
Il sardo parlato a Guspini è una variante del dialetto campidanese. Si è formato nel medioevo innestandosi al latino, evolvendosi ulteriormente con la presenza pisano-genovese e spagnola. La parlata guspinese è varia, infatti è andata modificandosi con l'arrivo nelle miniere di Montevecchio di lavoratori da tutte le parti della Sardegna, pur presentando ovunque le sue intrinseche caratteristiche comuni con quelle delle altre località del Campidano. Ha un vocalismo tonico e atono conservativo, sono mantenute le I e u brevi latine, è presente l'avversione alla sincope. La fonetica, da un punto di vista diacronico (con gli immancabili inquinamenti), ha contribuito all'evoluzione di molti suoni, nelle varie posizioni, all'interno della parola e della frase, dalle origini latine fino all'epoca attuale.

### Tradizioni e folclore
La più rilevante manifestazione religiosa di Guspini è la festa di santa Maria di Malta a Ferragosto, quando grazie a tale ricorrenza si celebrano otto giorni (dal 14 al 22) di rappresentazioni culturali e ricreative. Altre feste religiose sono: san Nicolò – patrono - A gennaio la festa di don Bosco - A settembre la festa di san Pio X. Altre feste religiose, legate alle chiese campestri, sono: la sagra di sant'Isidoro a primavera e la festività di san Giorgio in aprile.

## Cultura

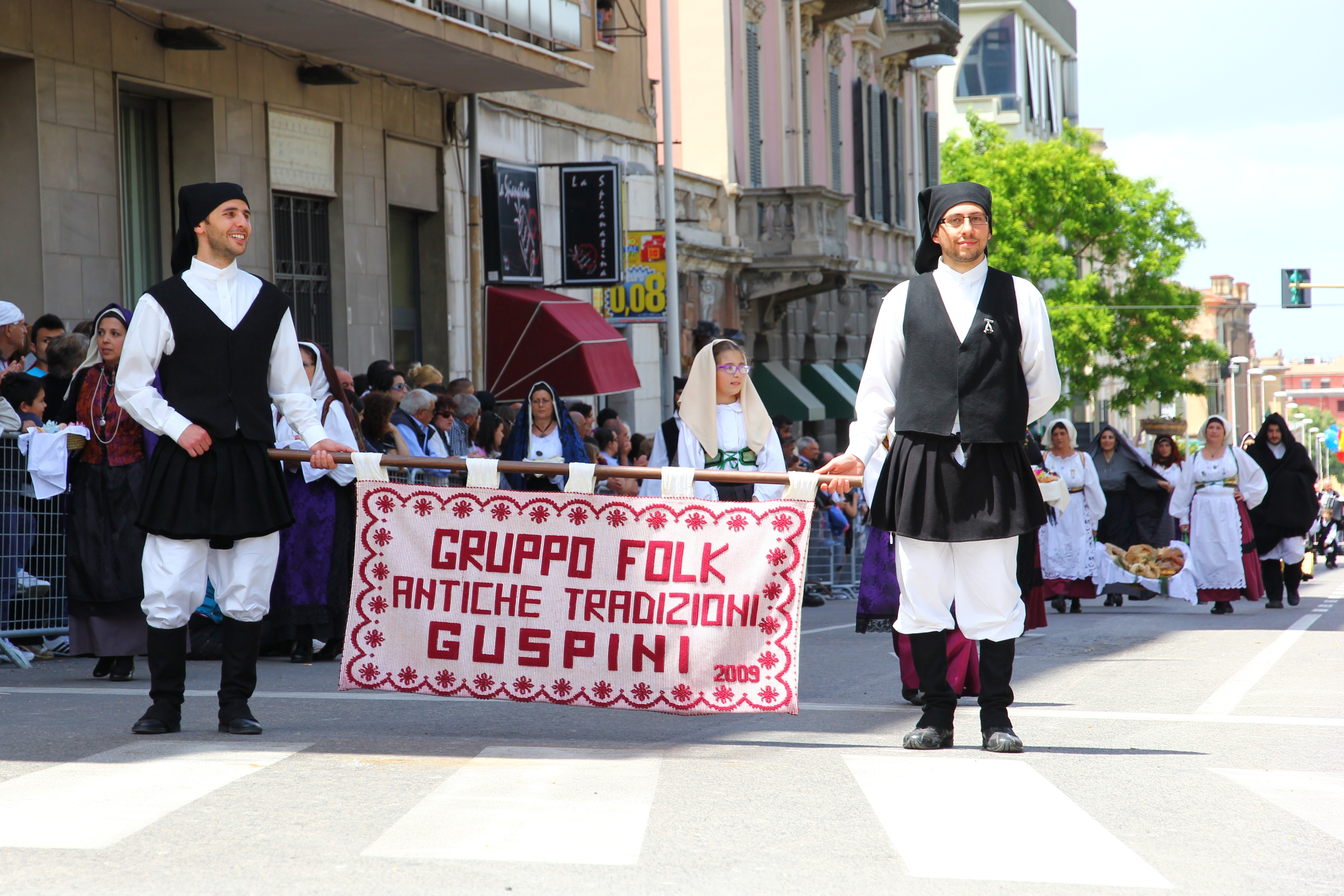
Costume tradizionale di Guspini

Guspini è un centro in cui si sono fuse due culture, quella agropastorale e quella industriale, derivata dall'attività mineraria. Non è più in uso il costume antico, che è stato riprodotto dopo attenti studi da modelli ereditati.

### Eventi

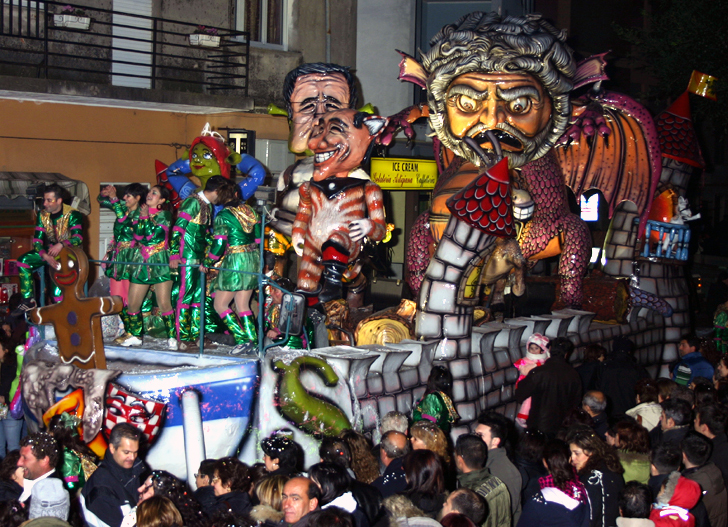
Un momento del carnevale

- Carnevale Guspinese: avvenimento animato da sfilate di carri allegorici e numerosi gruppi in maschera. Tra alcuni dei più longevi possiamo ricordare Is Casermettas, La Trombetta e La Pernacchia.
- Arresojas: biennale internazionale e mostra mercato del coltello artigianale sardo[11].
- Birras: festa della birra artigianale sarda e dal mondo.
- Sagra del Miele: si svolge il penultimo week end di agosto presso le miniere di Montevecchio, dove produttori di miele sardi espongono i loro prodotti la manifestazione attira numerosi turisti.
- Festa della letteratura BaB (Bimbi a Bordo): festival della letteratura di importanza internazionale, 2012 si svolge ogni anno l'ultimo fine settimana di agosto/ il primo di settembre.

### Cucina
La gastronomia Guspinese si rifà alla cucina dell'area dei Campidanesi, preferendo la confezione di dolci di mandorla (amarèttus e bianchinus) e di altre specialità tradizionali (piricchìttus, pistocchèddus e pistòccus grùssus). Di notevole e ottima qualità è la produzione di torrone sardo.
I prodotti lattiero-caseari sono vari. Si produce inoltre la salsiccia.

## Economia
L'economia di Guspini si basa sul settore agricolo e degli allevamenti, sull'industria di ceramiche e l'artigianato e sul terziario.
La cittadina ha attraversato una crisi, dovuta alla chiusura delle miniere, tra la fine degli anni ottanta e i primi anni novanta, con una conseguente diminuzione dell'occupazione. Il tentativo di miglioramento delle condizioni occupazionali, con lo sviluppo del polo industriale e artigianale, dei servizi e dell'offerta turistica non ha sortito gli effetti sperati, tant'è che dalla chiusura delle miniere ad oggi si è avuto uno spopolamento della cittadina. Il settore agricolo e zootecnico è ben sviluppato, infatti Guspini possiede la maggior quantità di capi di bestiame del distretto 1 della ASL 6. Inoltre a Guspini è presente un caseificio.
Nel 2005 è sorto nel territorio comunale di Guspini un impianto di produzione di energia elettrica da fonti eoliche che interessa anche tre comuni limitrofi: San Gavino Monreale, Gonnosfanadiga e Pabillonis. Dal febbraio 2009, quello che infine è stato denominato parco eolico del Medio Campidano è entrato definitivamente a regime. Sul territorio di Guspini sono presenti 12 dei 35 aerogeneratori dell'installazione.

## Amministrazione
| Periodo         | Periodo         | Primo cittadino   | Partito                                   | Carica      | Note                                                    |
| --------------- | --------------- | ----------------- | ----------------------------------------- | ----------- | ------------------------------------------------------- |
| 16 aprile 2000  | 8 maggio 2005   | Tarcisio Agus     | Democratici di Sinistra                   | Sindaco     |                                                         |
| 8 maggio 2005   | 31 maggio 2010  | Francesco Marras  | Partito Democratico                       | Sindaco     |                                                         |
| 31 maggio 2010  | 20 marzo 2014   | Rossella Pinna    | Partito Democratico                       | Sindaco     | decaduta in seguito ad elezione nel Consiglio Regionale |
| 20 marzo 2014   | 31 maggio 2015  | Alberto Lisci     | Partito Democratico                       | Vicesindaco |                                                         |
| 1º giugno 2015  | 26 ottobre 2020 | Giuseppe De Fanti | lista civica "Centrosinistra per Guspini" | Sindaco     |                                                         |
| 26 ottobre 2020 | in carica       | Giuseppe De Fanti | lista civica "Centrosinistra per Guspini" | Sindaco     |                                                         |

## Sport

### Calcio
La principale squadra di calcio del comune è il l'A.S.D. Guspini Calcio, che nella stagione 2020/2021 partecipa al Campionato Sardo di Eccellenza. I colori sociali sono il bianco e il rosso.
Gioca le partite nello Stadio Comunale di Guspini. Vanta diverse presenze nei campionati di Serie D ed Interregionale negli anni 70-80.
La seconda società di Guspini è la Don Bosco Fortitudo (nata dalla fusione della Don Bosco e della Fortitudo) che nella stagione 2020/2021 partecipa al Girone B del Campionato Sardo di Prima Categoria. I colori sociali sono il giallo e il nero. Disputa le partite al Campo Comunale Renzo Laconi.

### Altri sport
Nel paese hanno una particolare rilevanza il ciclismo con l'Unione Ciclistica Guspini, il tennis con l'ASD Tennis Guspini, la pallavolo con il Guspini Volley e l'Eureka, la pallanuoto, il calcio a 5 e l'atletica leggera.